# 漫畫週刊
《漫畫週刊》是來自馬來西亞的少年漫畫雜誌，連載期間為1989年至2019年。